# Pés de lótus

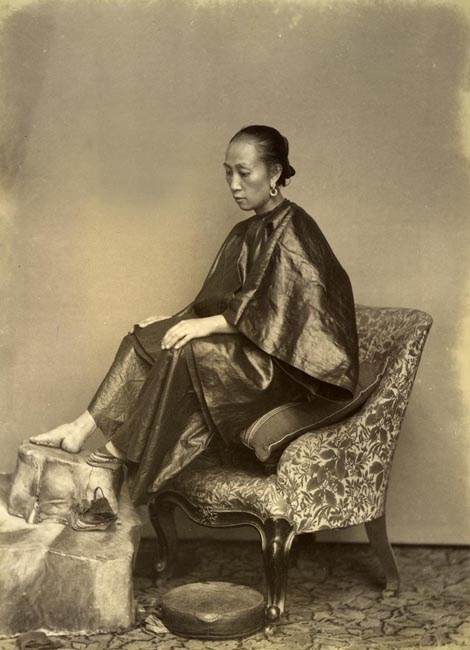
Uma mulher chinesa exibindo um pé de lótus

Pés de lótus foi a tradição chinesa de enfaixar os pés das mulheres jovens com faixas apertadas a fim de modificar o formato dos pés. A prática possivelmente teria tido origem em dançarinas das classes mais abastadas durante o Período das Cinco Dinastias e dos Dez Reinos na China Imperial (séculos X ou XI), para então se tornar popular durante a Dinastia Song e eventualmente teria se espalhado para mulheres de todas as classes sociais. Os pés de lótus tornaram-se populares por uma questão de status (mulheres de famílias ricas, que não precisavam de seus pés para trabalhar, poderiam manter os pés enfaixados) e ter os pés deformados tornou-se um padrão de beleza na cultura chinesa. Sua popularidade e prática, entretanto, variou em diferentes partes do país.
O Imperador Kangxi tentou banir os pés de lótus em 1664, mas falhou. No final do século XIX, reformistas chineses desafiaram a prática; contudo não foi senão no início do século XX que a tradição dos pés de lótus começou a morrer como resultado de campanhas anti-pés de lótus. Essa tradição implicava em deficiências locomotivas permanentes para a maioria das mulheres com a prática, e algumas poucas chinesas ainda vivem hoje em dia com deficiências ligadas aos pés de lótus.

## Resumo do contexto Histórico
O cenário da prática do pé-de-lótus foi documentado pela primeira vez entre os anos de 937dC e 956dC, durante a dinastia Tang do Sul da China. Existe uma lenda que relaciona a criação desta prática a um imperador da China Medieval, conhecido como Li Yu, ao ter se apaixonado pela graciosidade de uma dançarina que tinha os pés pequenos e assim desejou que outras mulheres fossem submetidas a prática, sendo elas concubinas e artistas, que, por estarem na condição de servas, seguiam as ordens, e vontades do monarca.

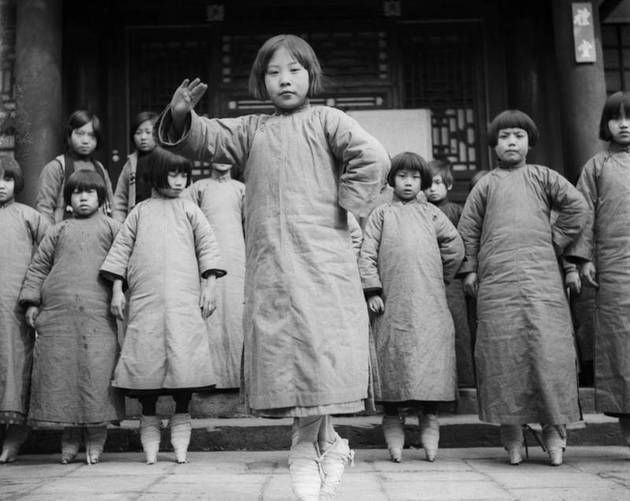
Meninas estudantes chinesas com alteração dos pés-de-lótus em uma escola

Devido à importância, e influência, do imperador, a elite chinesa começou a acreditar que ter os pés pequenos eram símbolo de beleza, de forma que muitas famílias submetiam esta prática às próprias filhas. Posteriormente, acabou por ser disseminada por toda a população como referência de erotismo e padrão estético social.
A consolidação desta prática por toda a sociedade chinesa, condicionada como socialmente importante para a jovem mulher que gostaria de casar-se, ocorreu durante o período da Dinastia Song, 960 d.C. – 1279 d.C. As mulheres que não apresentassem os pés atados eram passíveis de exclusão social, sendo marginalizadas e até mesmo nunca interessadas por um pretendente.
A prática tradicional do pé-de-lótus enraizou-se na sociedade chinesa, que em dedicação ao desejo sexual masculino, debruçado em um erotismo patriarcal, submetia mulheres a deformidade dos membros e a dor ao longo de suas vidas, tudo pela prática tradicional e a manutenção hierárquica social. As mulheres escolhidas para o FootBinding dispunham de um investimento educacional de suas próprias famílias, a fim de alçarem maridos abastados e consigam a ascensão social desejada.

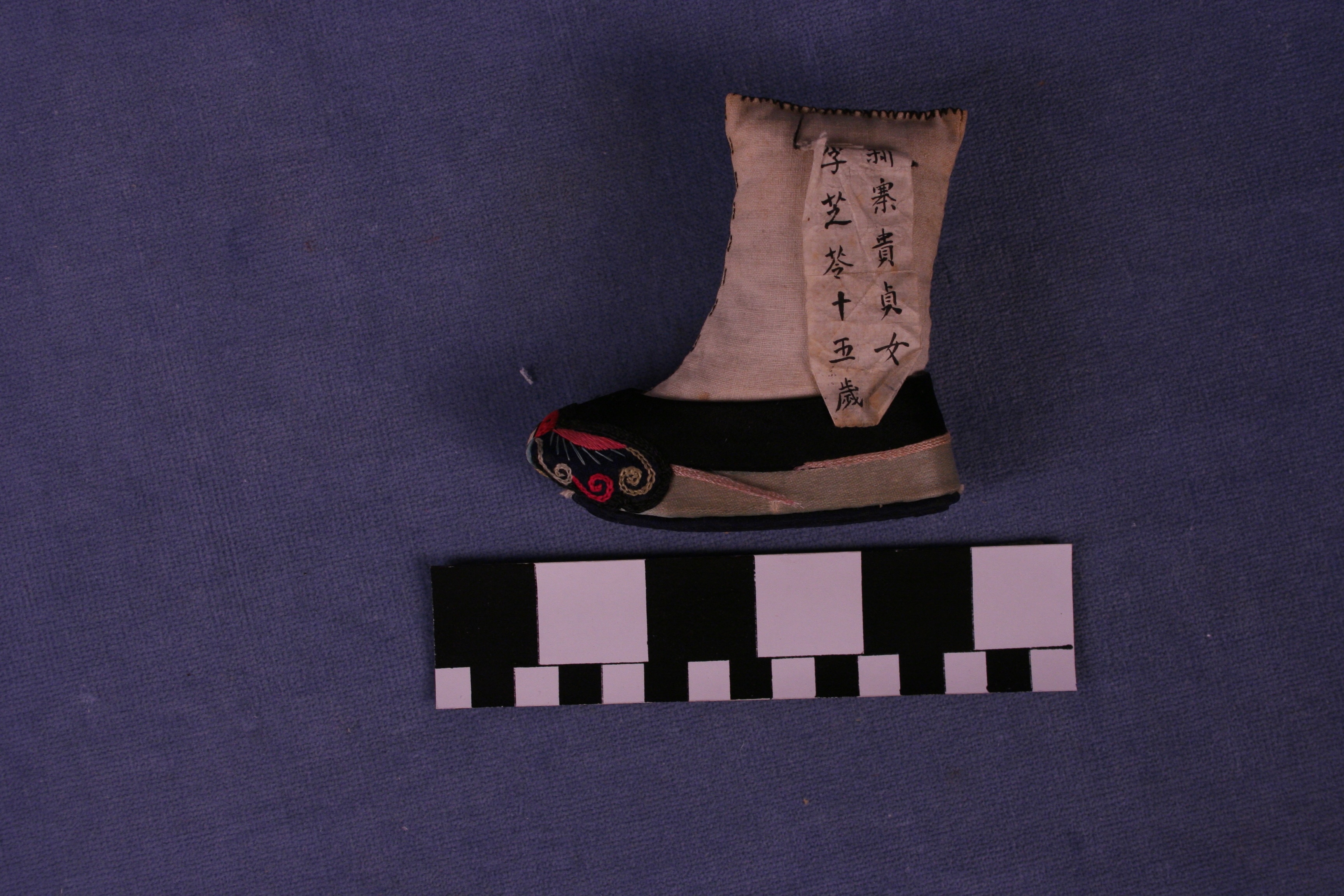
Sapato do pé-de-lótus, normalmente mediam de 4 até 7 cm. Escada de 1cm por quadrante

A partir do século XVII, houve a tentativa ineficaz de proibição da prática pelo imperador Kang, pois ela já fazia parte do cenário tradicional chinês por séculos. O costume dos pés atados era tão grande que durante o século XIX, estima-se que quase todas as mulheres da elite chinesa tinham os pés modificados, assim como era possível perceber esta prática nas zonas rurais, com famílias pobres, utilizando desta prática com a filha mais velha.
Mesmo que tradicional, e difundido na cultura chinesa, o FootBinding, recebeu diversas críticas por personagens sociais de liderança e intelectuais, quais abominavam a sua prevalência e desejavam o fim desta prática. No início do século XX, e final do XIX, intelectuais chineses já criticavam a prática tradicional, comparavam a mesma com rituais de barbárie e de altamente danosa a mulheres. Foi a partir da revolução chinesa, e a instauração da República Popular da China, que em 1912, foi proibida a prática do FootBinding.
Atualmente, é possível encontrar pouquíssimas mulheres vivas com o pé-de-lótus, sendo elas idosas, que ainda vivem, em zonas rurais, com suas marcas, dores diárias e tradições que cercam a prática milenar chinesa.

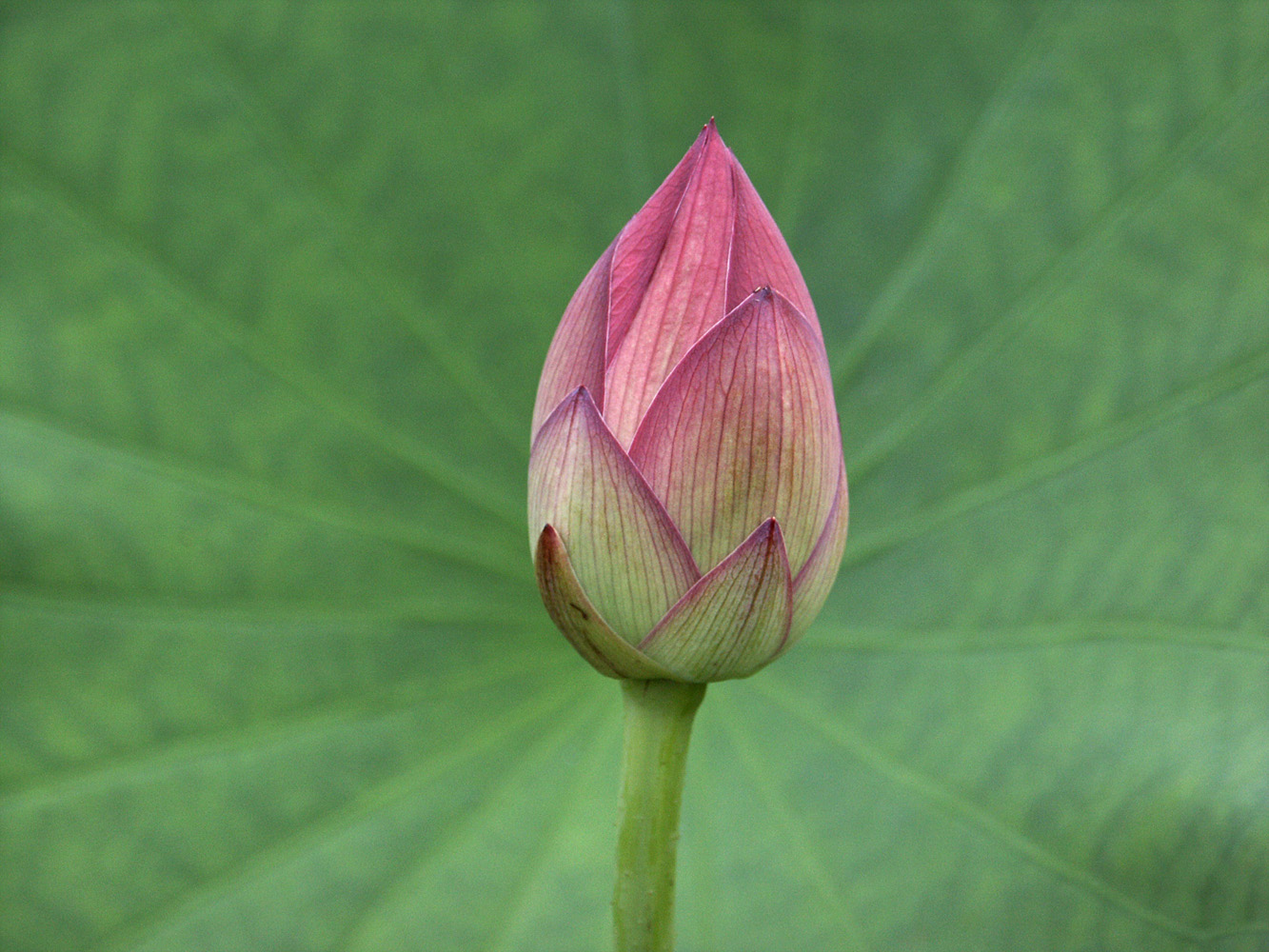
Flor de lótus fechada

## Alterações ósseas do pé-de-lótus e suas complicações para o indivíduo.

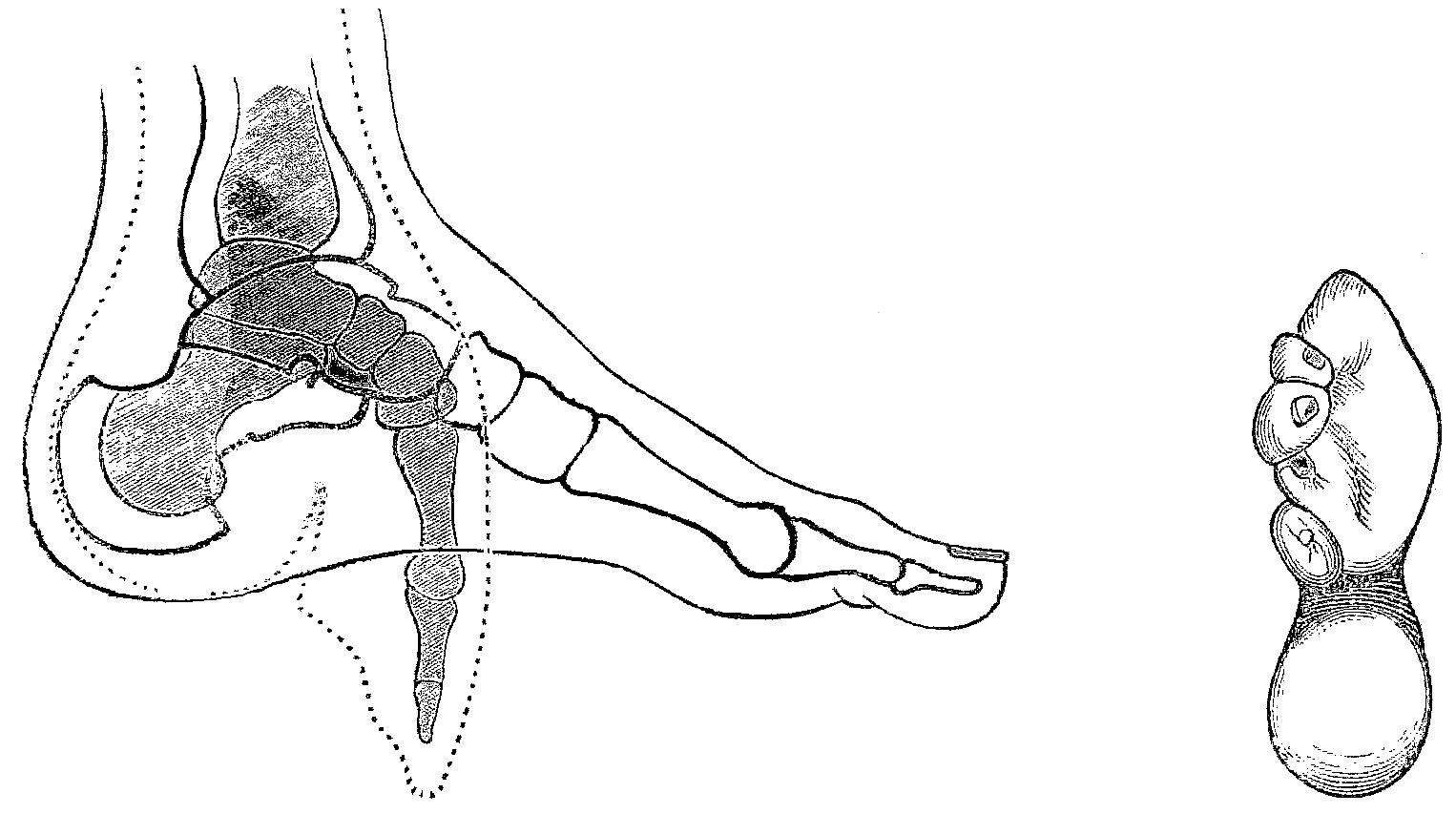
Visão medial óssea de um pé normal,um pé com pé-de-lótus e visão plantar

De acordo com pesquisas, a deformação dos pés é realizada na pessoa quando criança, antes da puberdade entre os 7 aos 15 anos, através de soluções anestésicas feitas em casa, com faixas que forçam os ossos do tarso, metatarsos e falanges dos pés para a região plantar, provocando deformidade e fracturas, a fim de atingir uma forma de flor de lótus fechada.
As lesões causadas pelo pé-de-lótus traziam consigo diversas complicações para a mulher, como, por exemplo: a redução de mobilidade, pois estariam com toda a massa corporal sobre seus pés deformados, o que mecanicamente, pode exigir mais de outras partes do corpo, provocando possíveis fracturas ou lesões.
A morfologia óssea provocada pela lesão é demasiado complexa, para isso, pesquisadores observaram que as alterações ocorrem no ângulo do arco plantar, de forma acentuada, modificando principalmente as falanges, da 2ª a 5ª, e metatarsos, com a presença de remodelação óssea e na direção plantar (parte de baixo dos pés). Os autores relatam também que a própria transformação dos pés provoca complicações na vida dessas mulheres, como na forma de andar e na estrutura completa do corpo.
Outra complicação relacionada a deformação dos pés foi abordada por pesquisadores da área de biomecânica dos ossos, associando o trauma dos pés a constantes quedas dos indivíduos, favorecidos pela redução da área plantar, que, após deformação, tem como pontos de contato com o solo somente as regiões do calcanhar e as falanges (ponta dos pés). Devido à instabilidade na locomoção e constante quedas, a possibilidade de ocorrer fracturas é alta, ainda mais em mulheres idosas, que, ao ser associada a baixa densidade óssea, ou outras patologias como a osteoporose, podem resultar em traumas.

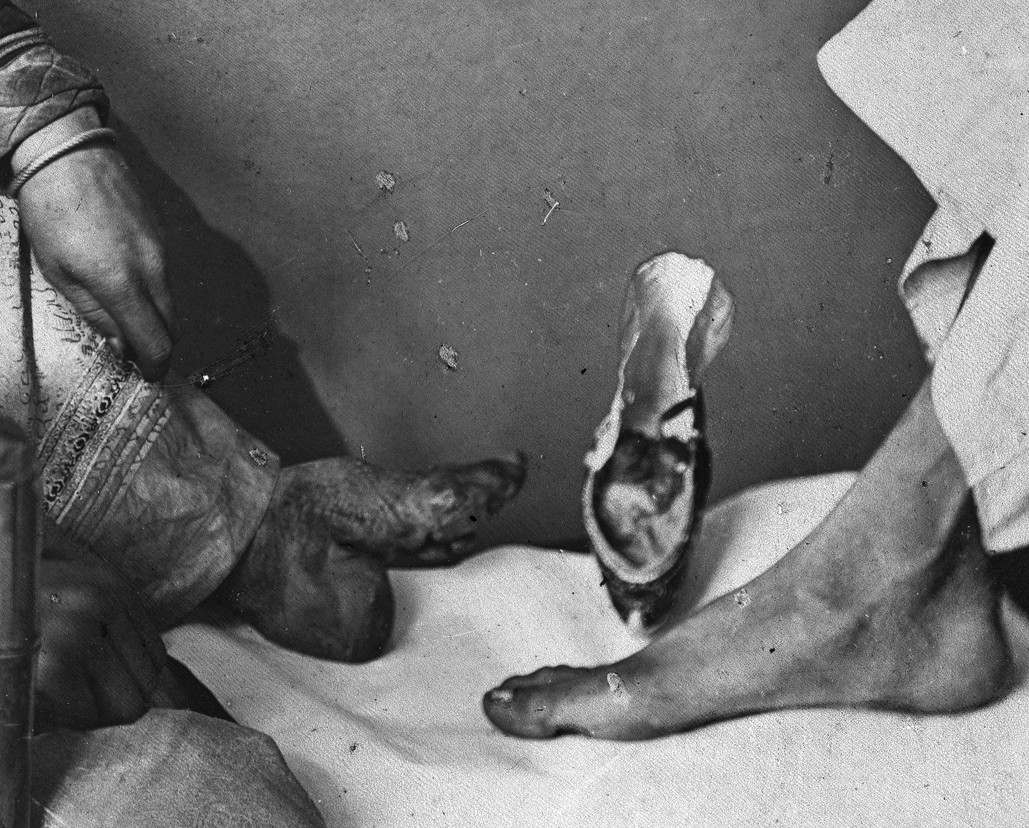
Pé normal e pé com alteração no ângulo plantar

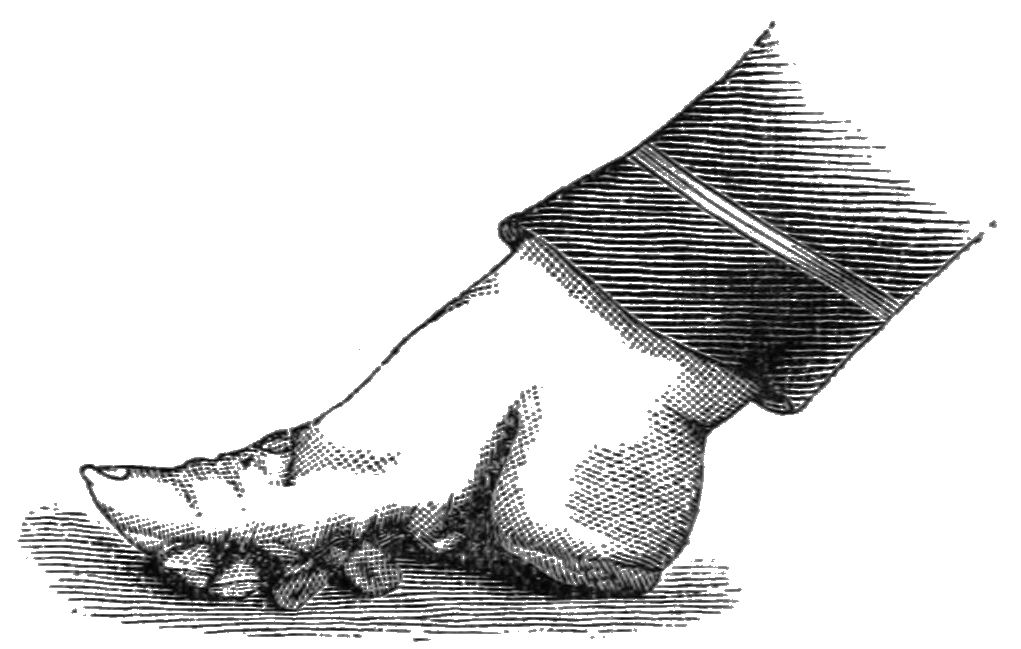

A deformidade chinesa dos pés impossibilitava que a pessoa se locomovesse longas distâncias e permanecer muito tempo sobre os pés. A diminuição da mobilidade alterava a estrutura musculoesquelética, e, consequentemente, promove o seu enfraquecimento, que, por sua vez, leva a diminuição da densidade óssea da região e possíveis fracturas por estresse mecânico. Esta desestruturação esquelética é visível com a redução do colo femoral e a diminuição da densidade óssea dos ossos do quadril, vinculada como uma das consequências do pé-de-lótus ao longo dos anos.

## Pé-de-lótus nas populações do passado (Paleopatologia)

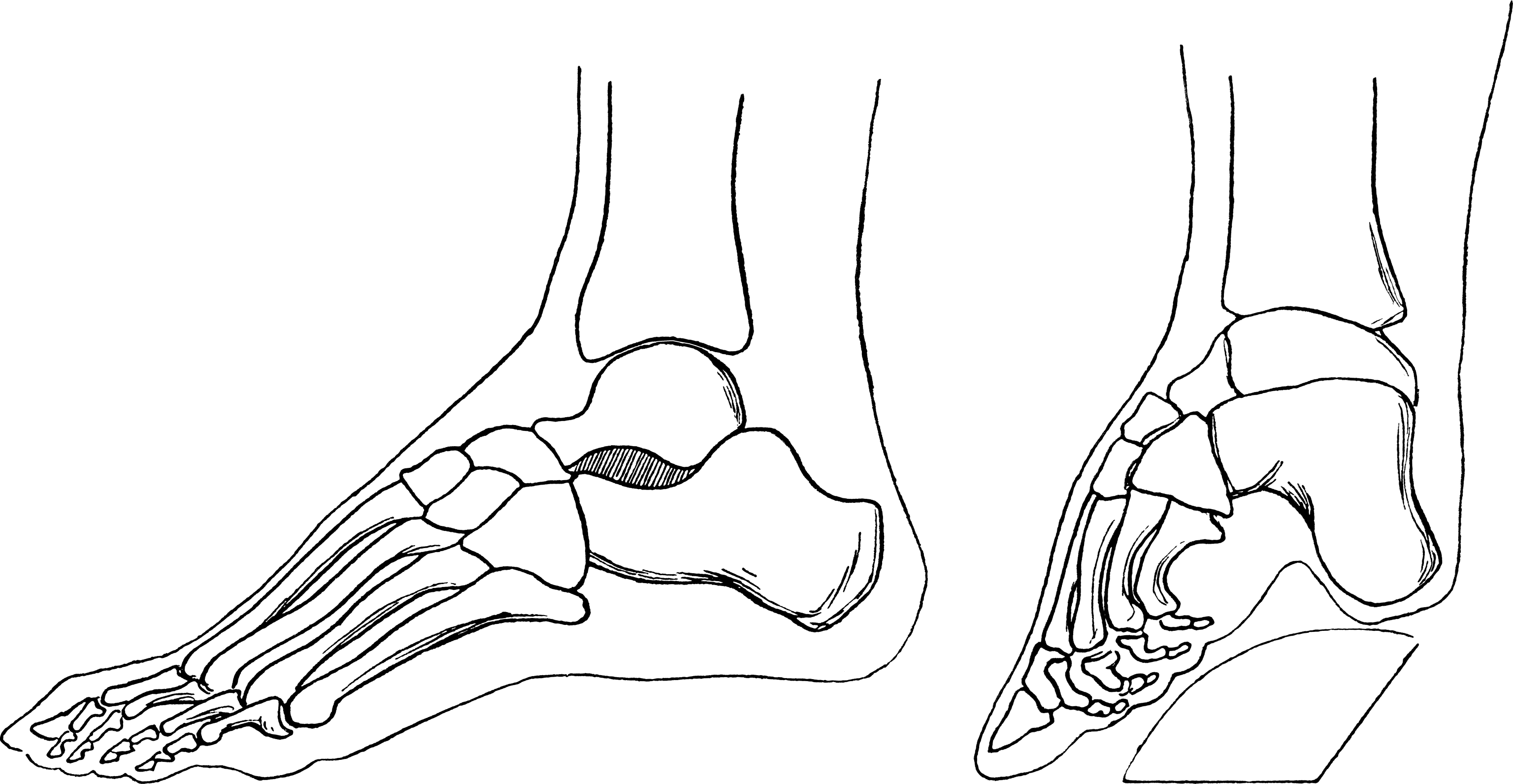
Pé normal e pé com alteração no ângulo plantar

Ao se deparar com as lesões ósseas do pé-de-lótus, é muito provável que seja em um contexto arqueológico, já que sua prática foi extinta há muito tempo, havendo a necessidade de profissionais da bioarqueologia e bioantropologia, com conhecimentos em Paleopatologia para melhor diagnosticar as lesões e alterações encontradas no esqueleto.
Existe um conjunto de características paleopatológicas a serem esperadas ao se deparar com uma pessoa que teve os pés modificados pela prática do pé-de-lótus. Essas singularidades partem desde as próprias lesões ósseas dos pés, nomeadamente a região do tarso, metatarso e falanges do pé, quanto as lesões estruturais do esqueleto, que juntas, podem fornecer informações acerca da origem geográfica e sociocultural do indivíduo.

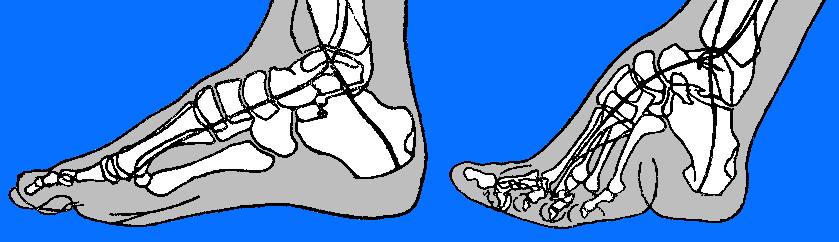
Esquema apresenta um pé normal (esquerda) e um pé-de-lótus (direita). Nele, é possível notar alterações no arco transversal dos pés (diminuição do tamanho entre o calcanhar e a ponta dos pés), direcionamento dos ossos metatársicos e falanges para a direção plantar (parte de baixo dos pés) e achatamento da diáfise dos ossos (um "afinamento" da porção média do osso)

Estudos recentes relacionam a prática artificial chinesa de modificação dos pés á realidade das populações do passado, nomeadamente nos contextos arquelógicos. Os Investigadores relatam alterações nos pés de mulheres da seguinte forma:
- ·Alterações na morfologia dos ossos dos pés (Tarso, Metatarso e Falanges) e da perna (Tíbia, Fíbula e Fêmur), assim como alterações degenerativas nas articulações.[11][14]

- As alterações registradas dos ossos do Tarso (Tálus, Calcâneo, Navicular e Cuboide) são relativas ao tamanho e forma, apresentando modificações anormais, com achatamento das facetas articulares e diminuição do tamanho total do osso.[13][14]

- Nos metatarsos, as alterações apresentam encurtamento do 4º e 5º metatarso. Já os metatarsos 1º, 2º e 3º, foi notado uma compressão médio-lateral em sua diáfise, provocando um aspecto "mais fino" no meio do osso, e mudanças nas posições normais das facetas de articulação, produzindo novos posicionamentos das facetas.[13][14][15]

- Outras modificações artificiais colocadas pelos investigadores partem da diminuição do arco transversal dos pés e alteração das trabéculas ósseas, provocando sua diminuição.[15][14][13][11]

- Foi apresentada diminuição da densidade óssea nos ossos da perna e quadril, com a presença de fracturas em alguns indivíduos, assim como alterações posicionais, e degenerativas, das facetas articulares.[12][14][13][11]

Em contextos paleopatológicos, é a análise do esqueleto completo e as possíveis relações entre as lesões observáveis, ou ausência delas, que permitem fazer um diagnóstico diferencial do indivíduo em estudo. Logo, ao analisar os ossos que contenham características que possam ser relacionadas ao pé-de-lótus, como a própria modificação dos pés ou as consequências da prática na estrutura do esqueleto, somadas a análise do Perfil Biológico, Ancestralidade (Asiática) e Sexo (Feminino), contribuiriam no diagnóstico diferencial associado a prática cultural chinesa do pé-de-lótus.

## Galeria

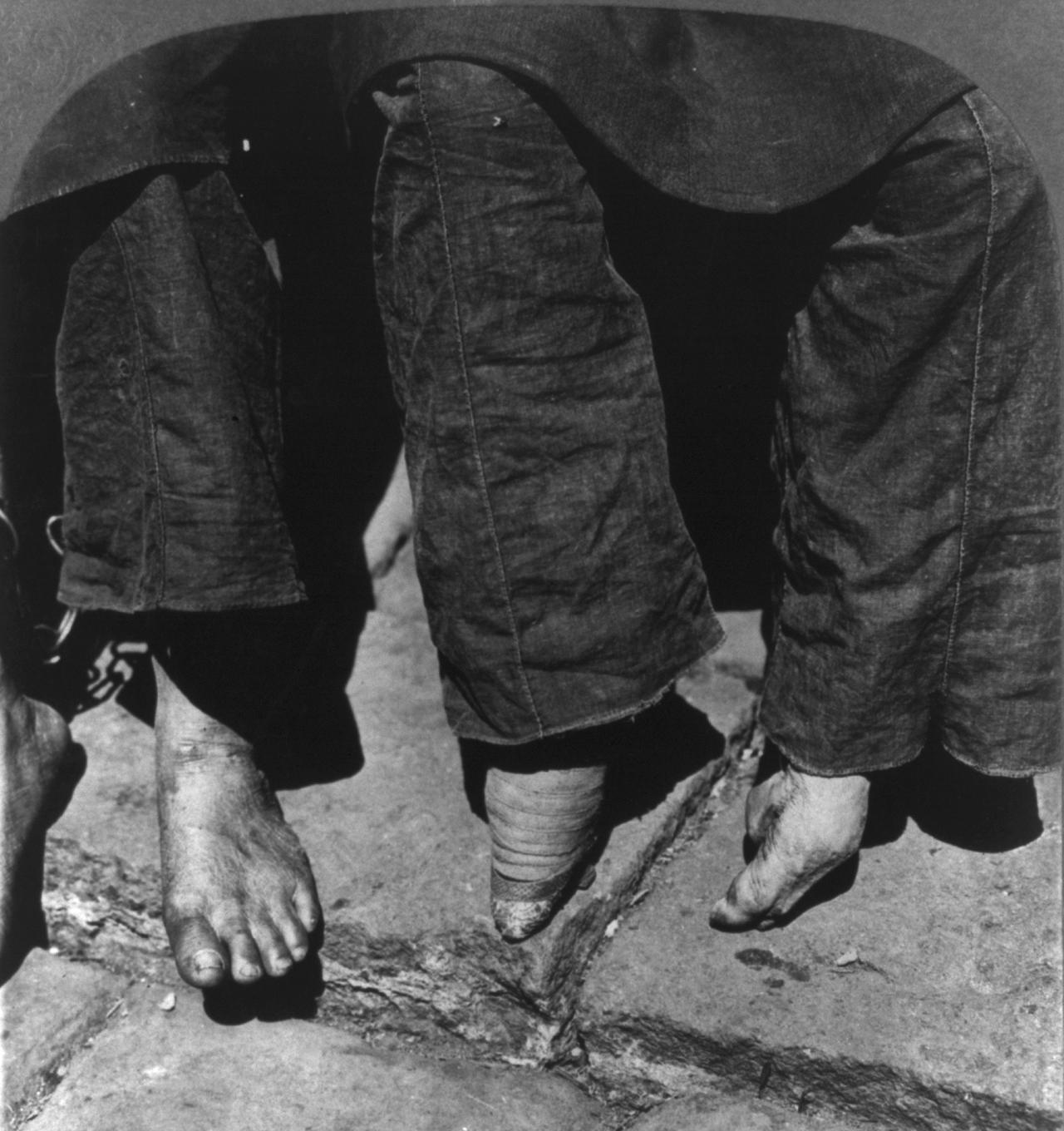
Comparação entre um pé normal e pés de lótus.
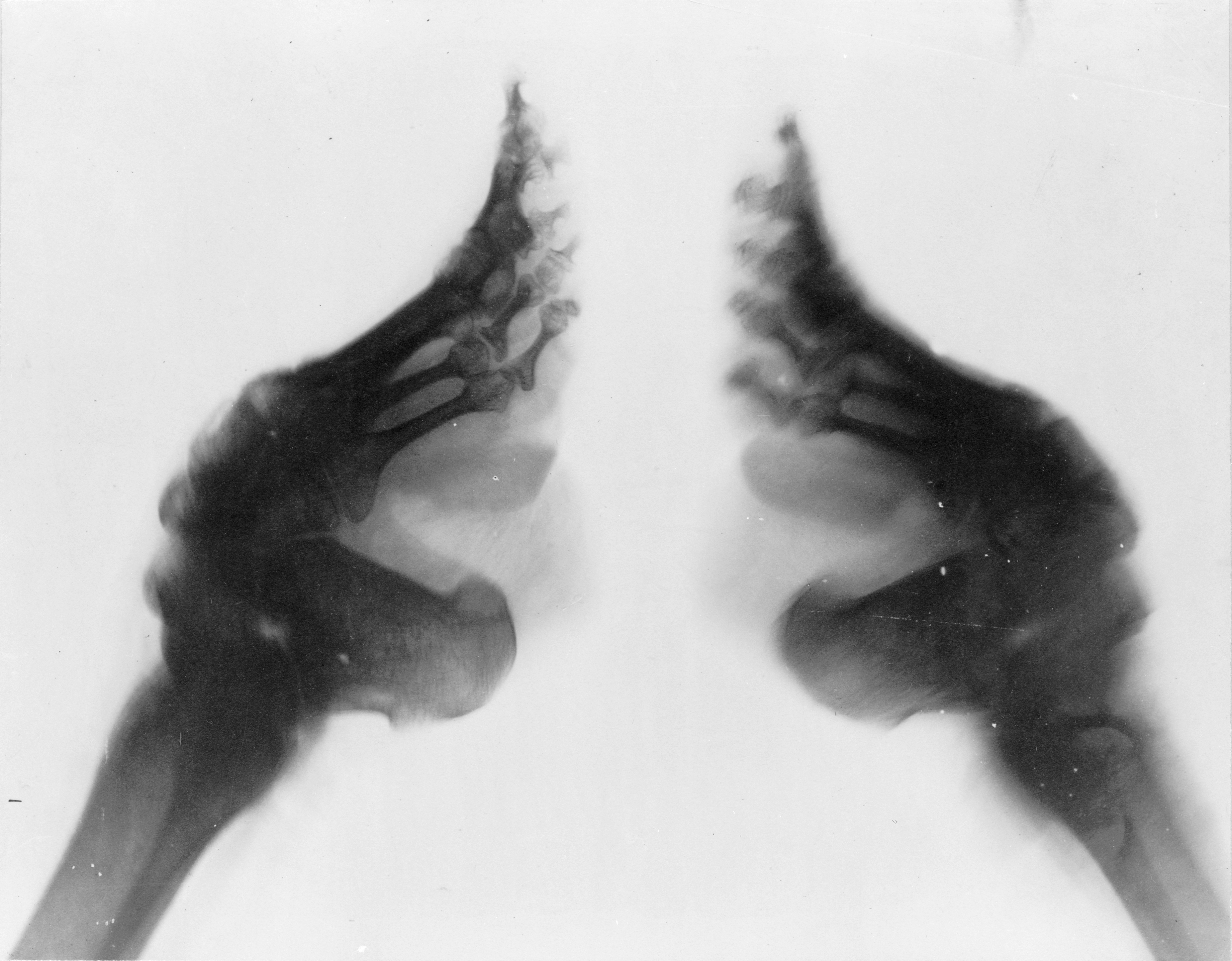
Raio X de pés de lótus
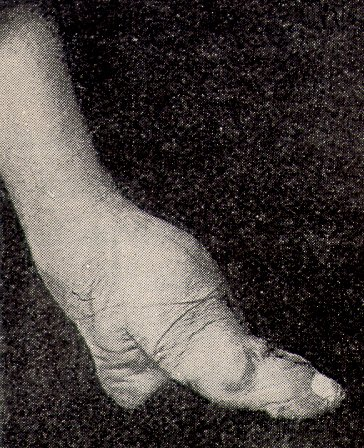
Pé de lótus
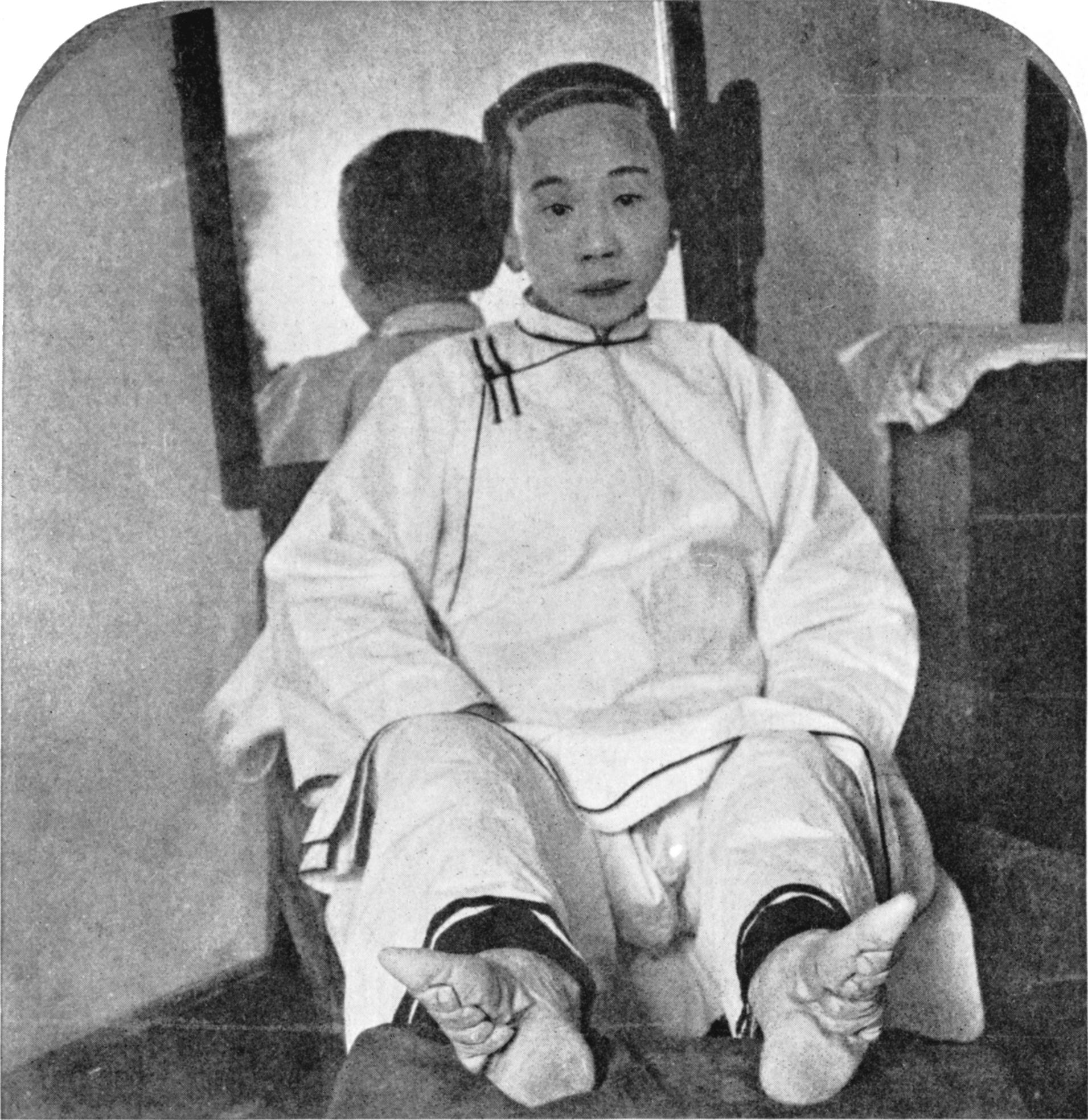
Mulher mostrando seus pés de lótus